# Aree naturali protette della Bulgaria

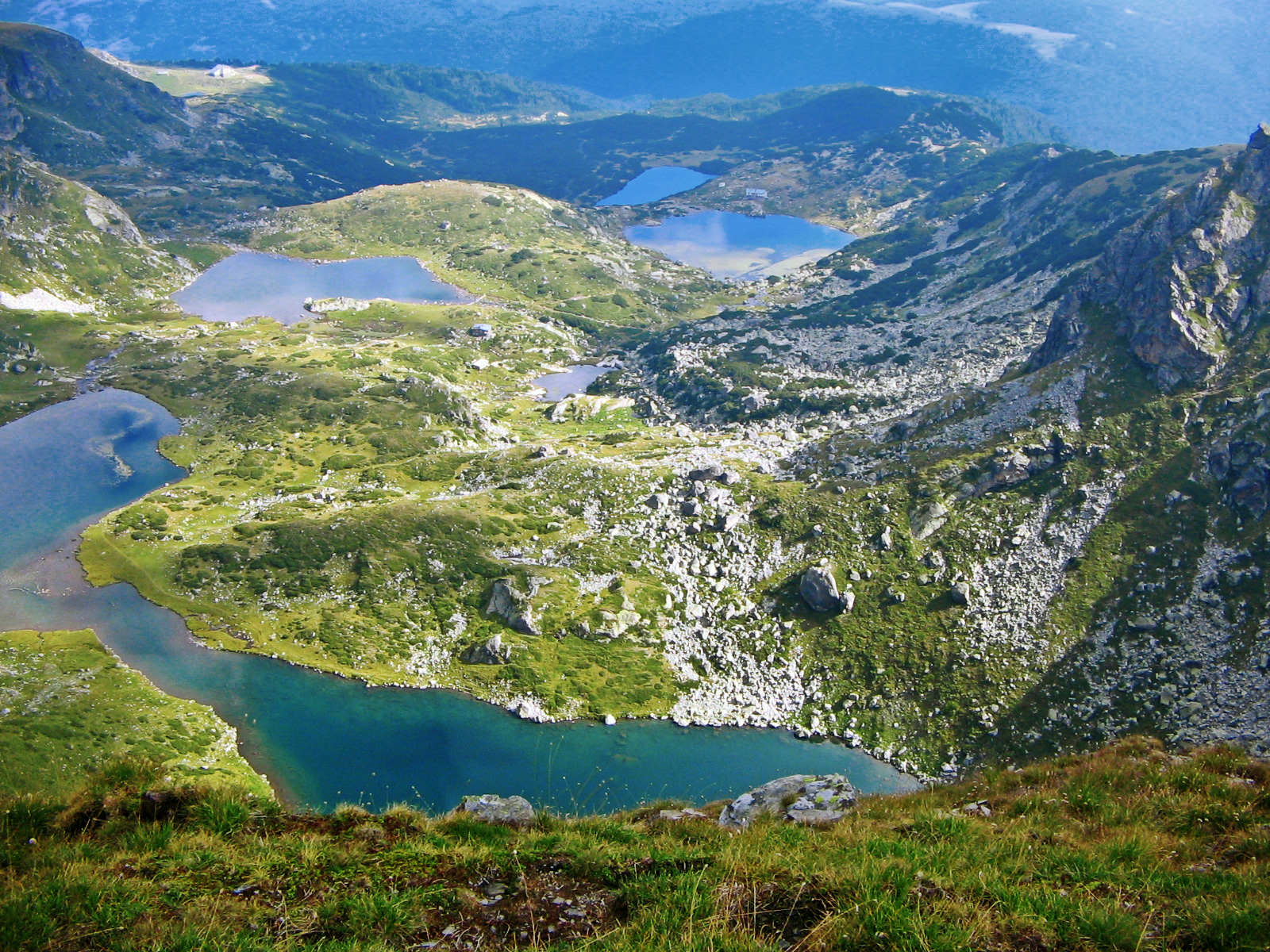
L'area dei sette laghi nel Parco nazionale di Rila

Le aree naturali protette della Bulgaria sono costituite per un terzo del territorio dai tre parchi nazionali, i quali coprono una superficie di 193.049 ha in aree demaniali. Oltre ai parchi nazionali, la Bulgaria tutela 10 parchi naturali, 90 riserve naturali, 457 punti di interesse naturali e 175 località protette.  La prima area protetta del paese è stata Silkosia nei monti Strandža istituita nel 1931. All'interno dell'Unione Europea la Bulgaria occupa il secondo posto dopo la Spagna per numero di riserve della biosfera UNESCO.

## Parchi nazionali

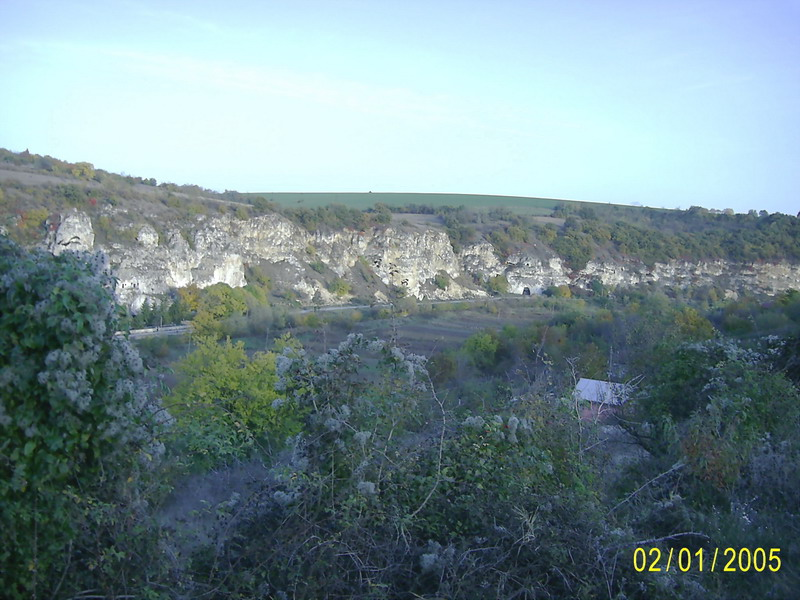
Il fiume Rusenski Lom che attraversa il Parco naturale del Rusenski Lom

I parchi nazionali sono gestiti dai "Direttorati", i quali operano sotto l'autorità del Ministero dell'ambiente e delle acque.
I parchi nazionali sono tre:
- Parco nazionale dei Balcani Centrali
- Parco nazionale del Pirin
- Parco nazionale di Rila

## Parchi naturali
- Parco naturale di Bălgarka

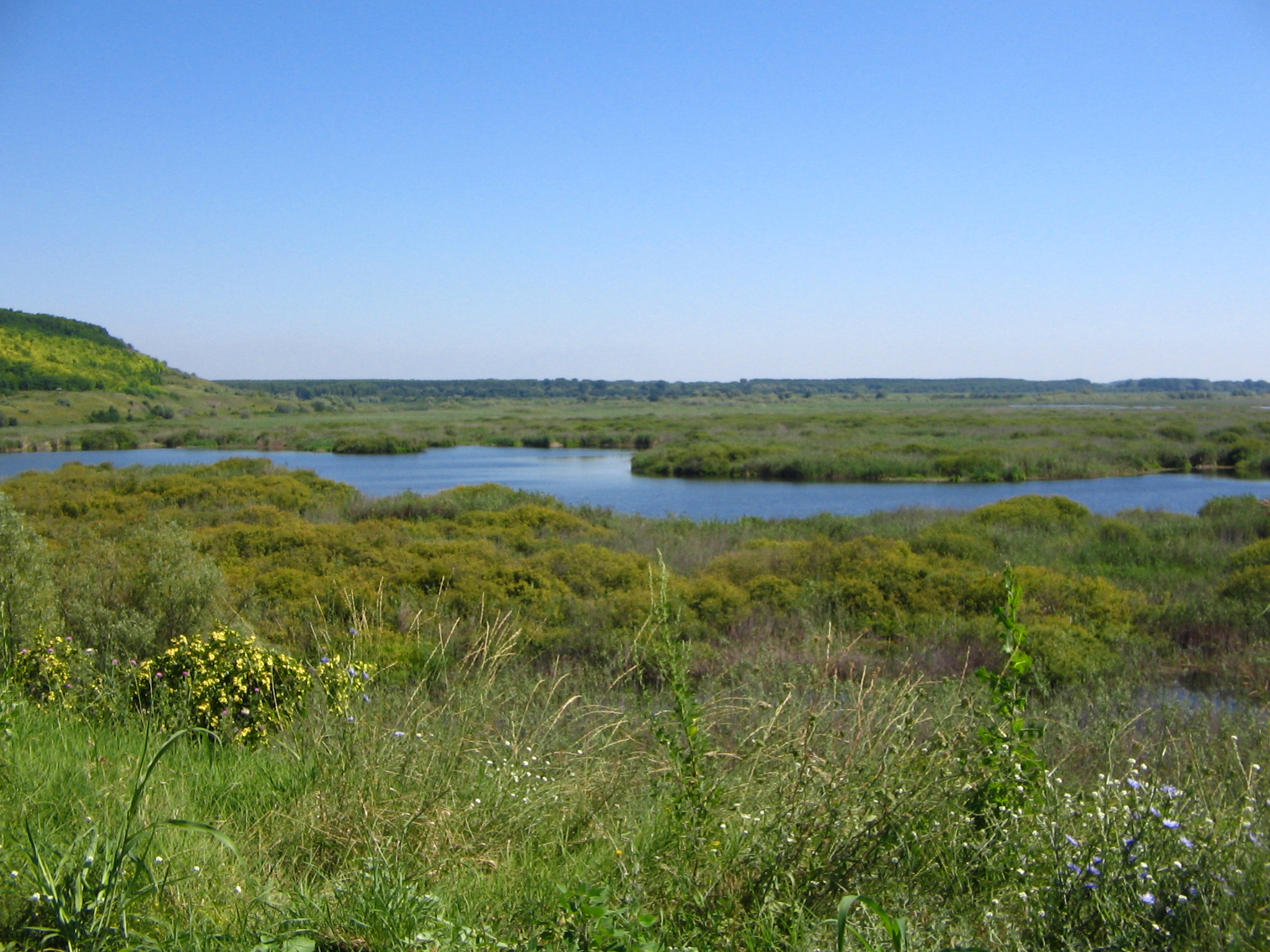
Il lago Srebărna nella Riserva naturale di Srebărna

- Parco naturale delle spiagge dorate
- Parco naturale di Persina
- Parco naturale del monastero di Rila
- Parco naturale del Rusenski Lom
- Parco naturale delle rocce azzurre
- Parco naturale dell'altopiano di Šumen
- Parco naturale del monte Strandža
- Parco naturale del monte Vitoša
- Parco naturale di Vračanski Balkan

## Riserve naturali
- Riserva naturale di Srebărna
- Riserva naturale di Silkosia

## Altre aree protette
Dieci località bulgare sono comprese nella lista di Ramsar:
- Lago Atanasovsko
- Isola di Belene
- Paludi di Durankulak
- Isola di Ibiša
- Lago Šabla
- Area protetta di Poda
- Lago di Pomorie
- Area del fiume Ropotamo
- Lago Vaja